# Большой Литейный переулок
Большо́й Лите́йный переу́лок — переулок в городе Сестрорецке Курортного района Санкт-Петербурга. Проходит от улицы Токарева до парка «Дубки».
Название появилось в 1930-х годах. Оно происходит от наименования Литейной улицы (ныне в составе улицы Токарева). До 1970-х годов существовал также Малый Литейный переулок, поэтому в названии присутствует определение Большой.
Нумерация по Большому Литейному переулку существуют только на участке от Игрушечного переулка на запад и начинается с номеров 26 и 29а на четной и нечетной сторонах соответственно.

## Перекрёстки
- Улица Токарева
- Игрушечный переулок